# Суперкубок Бахрейну з футболу 2008
Суперкубок Бахрейну з футболу 2008  — 3-й розіграш турніру. Матч відбувся 19 вересня 2008 року між віце-чемпіоном Бахрейну клубом Бусайтін та фіналістом кубка Короля Бахрейну клубом Аль-Наджма.
| Володар Суперкубка Бахрейну 2008 |
| -------------------------------- |
|                                  |
| Аль-Наджма Другий титул          |

## Матч

### Деталі
| 19 вересня 2008 |

| Бусайтін | 0:1 | Аль-Наджма        |
| -------- | --- | ----------------- |
|          |     | Джамал 85' (пен.) |

|  |